# Kopsia deverrei
Kopsia deverrei là một loài thực vật có hoa trong họ La bố ma. Loài này được L.Allorge mô tả khoa học đầu tiên năm 1986.